# Coupe de la Ligue portugaise de football 2013-2014
Navigation
Coupe de la Ligue 2012-2013 Coupe de la Ligue 2014-2015
La coupe de la ligue portugaise de football 2013-2014 (pt : Taça da liga), est la septième édition de la coupe de la Ligue portugaise de football. Les 16 équipes de première division (Primera Liga) et 17 équipes (22 moins les cinq équipes réserves) de deuxième division (Segunda Liga) participent à cette compétition soit 33 équipes. Elles y participent selon le même format que celui de l'année dernière.

## Déroulement de la compétition

### Calendrier
| Tour | Nom            | Date                                                          | Participants   |
| 1    | Premier tour   | 27 et 31 juillet, 1, 4, 7 et 14 août 2013                     | 17             |
| 2    | Deuxième tour  | 25 septembre, 9, 12, 13 et 30 octobre, 16 et 17 novembre 2013 | 16 (8+8 de PL) |
| 3    | Troisième tour | 29 et 30 décembre 2013, 8, 14, 15, 16, 25 et 26 janvier 2014  | 16 (8+8 de PL) |
| 4    | Demi-finales   | 13 février et 27 avril 2014                                   | 4              |
| 5    | Finale         | 7 mai 2014                                                    | 2              |

### Participants
- Entre parenthèses, figure le classement de la saison dernière

| Clubs de Primera Liga (16)  | Clubs de Segunda Liga (16)  |
| arrivent au 3e tour         | arrivent au 1er tour        |
| --------------------------- | --------------------------- |
| Porto (1er PL)              | Moreirense (15e PL)         |
| Benfica (2e PL)             | Beira-Mar (16e PL)          |
| Paços de Ferreira (3e PL)   | Leixões (3e SL)             |
| Sp. Braga (4e PL)           | Desportivo das Aves (5e SL) |
| Estoril-Praia (5e PL)       | Portimonense (6e SL)        |
| Rio Ave (6e PL)             | Oliveirense (8e SL)         |
| Sporting CP (7e PL)         | Penafiel (9e SL)            |
| Nacional (8e PL)            | Tondela (10e SL)            |
| arrivent au 2e tour         | Santa Clara (11e SL)        |
| V. Guimarães (9e PL)        | União da Madeira (12e SL)   |
| Marítimo (10e PL)           | Feirense (13e SL)           |
| Académica (11e PL)          | Atlético CP (17e SL)        |
| Vitória de Setúbal (12e PL) | Trofense (19e SL)           |
| Gil Vicente (13e PL)        | Covilhã (20e SL)            |
| Olhanense (14e PL)          | GD Chaves (1er IID)         |
| Belenenses (1er SL)         | SC Farense (2e IID)         |
| Arouca (2e SL)              | Académico Viseu (3e IID)    |

Légende : (PL) = Primera Liga, (SL) = Segunda Liga, (IID) = II Divisão

## Premier tour

### Format
- Ce premier tour est joué entre les 16 équipes de deuxième division (Segunda Liga) pouvant disputer cette compétition[2].
- Les rencontres sont disputées les 27, 31 juillet, 1er, 4, 7 et 14 août 2013.
- Dans les trois poules de quatre équipes, deux équipes reçoivent deux matchs et se déplacent une fois, deux équipes faisant l'inverse. Dans la poule de cinq équipes, chaque équipe reçoit et se déplace deux fois.
- Les deux premiers de chaque poule sont qualifiés pour le tour suivant.
- En cas d'égalité, les critères suivants sont utilisés :

1. Différence de buts
2. Nombre de buts marqués
3. Plus petit âge moyen des joueurs utilisés[2].

### Tirage au sort
- Il est effectué le 4 juillet 2013[3].
- Les équipes sont réparties en quatre pots : 
  - Dans le pot 1, se trouvent les 15e et 16e de Primera Liga, ainsi que les 3e, et 5e de la dernière saison de Segunda Liga (deuxième division). Ces équipes se voient attribuer le numéro 1.
  - Dans le pot 2, se trouvent les équipes classées 6e, 8e, 9e et 10e lors de la dernière Segunda Liga. Ces équipes se voient attribuer le numéro 2.
  - Dans le pot 3, se trouvent les équipes classées 11e, 12e, 13e et 17e lors de la dernière Segunda Liga. Ces équipes se voient attribuer le numéro 3.
  - Dans le pot 4, se trouvent les équipes classées 19e et 20e lors de la dernière Segunda Liga ainsi que les trois promus de la II Divisão. Ces équipes se voient attribuer le numéro 4.

| Pot 1               | Pot 2        | Pot 3            | Pot 4           |
| ------------------- | ------------ | ---------------- | --------------- |
| Moreirense          | Portimonense | Santa Clara      | Trofense        |
| Beira-Mar           | Oliveirense  | União da Madeira | Covilhã         |
| Leixões             | Penafiel     | Feirense         | GD Chaves       |
| Desportivo das Aves | Tondela      | Atlético CP      | SC Farense      |
|                     |              |                  | Académico Viseu |

### Groupe A
Source : www.ligaportugal.pt
| Rang | Équipe            | Pts | J | G | N | P | Bp | Bc | Diff |  | Résultats (▼ dom., ► ext.) | Por | Bei | Tro | Uni |
| ---- | ----------------- | --- | - | - | - | - | -- | -- | ---- |  | -------------------------- | --- | --- | --- | --- |
| 1    | Portimonense (SL) | 7   | 3 | 2 | 1 | 0 | 3  | 0  | +3   |  | Portimonense               |     | 1-0 | 2-0 |     |
| 2    | Beira-Mar (SL)    | 4   | 3 | 1 | 1 | 1 | 4  | 3  | +1   |  | Beira-Mar                  |     |     |     | 2-2 |
| 3    | Trofense (SL)     | 3   | 3 | 1 | 0 | 2 | 2  | 4  | -2   |  | Trofense                   |     | 0-2 |     | 2-0 |
| 4    | União (SL)        | 2   | 3 | 0 | 2 | 1 | 2  | 4  | -2   |  | União                      | 0-0 |     |     |     |

Légende : (SL) = Segunda Liga

### Groupe B
Source : www.ligaportugal.pt
| Rang | Équipe           | Pts | J | G | N | P | Bp | Bc | Diff |  | Résultats (▼ dom., ► ext.) | San | Far | Ave | Ton |
| ---- | ---------------- | --- | - | - | - | - | -- | -- | ---- |  | -------------------------- | --- | --- | --- | --- |
| 1    | Santa Clara (SL) | 6   | 3 | 2 | 0 | 1 | 3  | 2  | +1   |  | Santa Clara                |     |     |     | 2-1 |
| 2    | Farense (SL)     | 4   | 3 | 1 | 1 | 1 | 3  | 3  | 0    |  | Farense                    | 1-0 |     | 0-1 |     |
| 3    | Aves (SL)        | 4   | 3 | 1 | 1 | 1 | 2  | 2  | 0    |  | Aves                       | 0-1 |     |     |     |
| 4    | Tondela (SL)     | 2   | 3 | 0 | 2 | 1 | 4  | 5  | -1   |  | Tondela                    |     | 2-2 | 1-1 |     |

Légende : (SL) = Segunda Liga

### Groupe C
Source : www.ligaportugal.pt
| Rang | Équipe         | Pts | J | G | N | P | Bp | Bc | Diff |  | Résultats (▼ dom., ► ext.) | Pen | Lei | Vis | Atl |
| ---- | -------------- | --- | - | - | - | - | -- | -- | ---- |  | -------------------------- | --- | --- | --- | --- |
| 1    | Penafiel (SL)  | 9   | 3 | 3 | 0 | 0 | 4  | 0  | +4   |  | Penafiel                   |     | 2-0 | 1-0 |     |
| 2    | Leixões (SL)   | 6   | 3 | 2 | 0 | 1 | 5  | 5  | 0    |  | Leixões                    |     |     |     | 3-2 |
| 3    | Ac. Viseu (SL) | 3   | 3 | 1 | 0 | 2 | 2  | 3  | -1   |  | Ac. Viseu                  |     | 1-2 |     | 1-0 |
| 4    | Atlético (SL)  | 0   | 3 | 0 | 0 | 3 | 2  | 5  | -3   |  | Atlético                   | 0-1 |     |     |     |

Légende : (SL) = Segunda Liga

### Groupe D
Source : www.ligaportugal.pt
| Rang | Équipe           | Pts | J | G | N | P | Bp | Bc | Diff |  | Résultats (▼ dom., ► ext.) | Mor | Cov | Cha | Fei | Oli |
| ---- | ---------------- | --- | - | - | - | - | -- | -- | ---- |  | -------------------------- | --- | --- | --- | --- | --- |
| 1    | Moreirense (SL)  | 7   | 4 | 2 | 1 | 1 | 6  | 2  | +4   |  | Moreirense                 |     |     | 2-1 |     | 4-0 |
| 2    | Covilhã (SL)     | 7   | 4 | 2 | 1 | 1 | 5  | 6  | -1   |  | Covilhã                    | 1-0 |     |     |     | 1-1 |
| 3    | Chaves (SL)      | 6   | 4 | 2 | 0 | 2 | 7  | 5  | +2   |  | Chaves                     |     | 1-2 |     | 3-1 |     |
| 4    | Feirense (SL)    | 4   | 4 | 1 | 1 | 2 | 6  | 6  | 0    |  | Feirense                   | 0-0 | 4-1 |     |     |     |
| 5    | Oliveirense (SL) | 4   | 4 | 1 | 1 | 2 | 3  | 8  | -5   |  | Oliveirense                |     |     | 0-2 | 2-1 |     |

Légende : (SL) = Segunda Liga

## Deuxième tour

### Format
- Ce tour se joue entre les deux premiers de chaque groupe du tour précédent, les six clubs de Primera Liga 2012-2013 (première division) classés de la neuvième à la quatorzième place et les deux équipes promues de Segunda Liga 2012-2013 (deuxième division)[2].
- Ce tour se dispute par matchs aller-retour.
- En cas d'égalité au cumul des deux matchs, il n'y a pas de prolongations et la qualification se joue lors d'une séance de tirs au but.
- Les matches aller ont lieu les 25 septembre, 9, 12, 13 et 30 octobre, 16 et 17 novembre 2013.

### Tirage au sort
- Il a lieu le 10 septembre 2013[4].
- Les équipes sont réparties en deux pots :
  - Dans le pot A, les huit clubs qualifiés issus du premier tour.
  - Dans le pot B, les huit clubs entrants à ce tour de la compétition, soit les clubs classés de la 9e à la 14e place lors de la dernière saison de Primera Liga et les deux promus de Liga de Honra.
- Les équipes du Pot A reçoivent au match aller les équipes du pot B avant de se déplacer au match retour.

| Pot A        | Pot B        |
| ------------ | ------------ |
| Moreirense   | V. Guimarães |
| Beira-Mar    | Marítimo     |
| Leixões      | Académica    |
| Portimonense | V. Setúbal   |
| Penafiel     | Gil Vicente  |
| Santa Clara  | Olhanense    |
| Covilhã      | Belenenses   |
| Farense      | Arouca       |

### Résultats
| Dates                      | Club              | Aller | Cumul            | Retour | Club              |
| -------------------------- | ----------------- | ----- | ---------------- | ------ | ----------------- |
| 25 septembre et 30 octobre | Farense (SL)      | 0-2   | 0-2              | 0-0    | Marítimo (PL)     |
| 25 septembre et 30 octobre | Santa Clara (SL)  | 0-0   | 0-1              | 0-1    | Belenenses (PL)   |
| 25 septembre et 30 octobre | Moreirense (SL)   | 0-0   | 3-4              | 3-4    | Gil Vicente (PL)  |
| 25 septembre et 13 octobre | Beira-Mar (SL)    | 0-1   | 2-2 (5-4 t.a.b.) | 2-1    | Arouca (PL)       |
| 9 et 30 octobre            | Covilhã (SL)      | 1-0   | 3-2              | 2-2    | Olhanense (PL)    |
| 12 octobre et 16 novembre  | Penafiel (SL)     | 2-1   | 2-1              | 0-0    | Académica (PL)    |
| 12 et 30 octobre           | Portimonense (SL) | 2-2   | 2-3              | 0-1    | V. Setúbal (PL)   |
| 13 octobre et 17 novembre  | Leixões (SL)      | 2-1   | 4-2              | 2-1    | V. Guimarães (PL) |

Légende : (PL) = Primera Liga, (SL) = Segunda Liga

## Troisième tour

### Format
- Ce troisième tour est joué avec les équipes qualifiées du second tour et les huit premiers de la Primera Liga 2012-2013.
- Les matchs ont lieu les 29 et 30 décembre 2013, 8, 14, 15, 16, 25 et 16 janvier 2014.
- Ce tour se dispute sous forme de poules de quatre équipes. Deux équipes par poule reçoivent deux fois et se déplacent une fois, les deux autres faisant l'inverse. L'ordre des matchs qui est tiré au sort est le suivant : 
  - Journée 1 : L'équipe 2 reçoit l'équipe 1 et l'équipe 3 reçoit l'équipe 4
  - Journée 2 : L'équipe 1 reçoit l'équipe 4 et l'équipe 2 reçoit l'équipe 3
  - Journée 3 : L'équipe 1 reçoit l'équipe 3 et l'équipe 4 reçoit l'équipe 2.
- Les vainqueurs de poules sont qualifiés pour le tour suivant.
- En cas d'égalité, les critères suivants sont utilisés :

1. Différence de buts
2. Nombre de buts marqués
3. Plus petit âge moyen des joueurs utilisés[2].

### Tirage au sort
- Il est effectué le 20 novembre 2013[5].
- Les équipes sont réparties de la façon suivante : 
  - Dans le pot 1, se trouvent les équipes classées de la 1re à la 4e place lors de la saison précédente de Primera Liga. Ces équipes sont numérotées 1.
  - Dans le pot 2, se trouvent les équipes classées de la 5e à la 8e place lors de la saison précédente de Primera Liga. Ces équipes sont numérotées 2.
  - Dans le pot 3, se trouvent les quatre équipes les mieux classées la saison précédente en championnat parmi celles qui ont disputé le second tour. Ces équipes sont numérotées 3.
  - Dans le pot 4, se trouvent les quatre autres équipes issues du second tour[2].

| Pot 1       | Pot 2    | Pot 3       | Pot 4     |
| ----------- | -------- | ----------- | --------- |
| Porto       | Estoril  | Marítimo    | Beira-Mar |
| Benfica     | Rio Ave  | V. Setúbal  | Leixões   |
| P. Ferreira | Sporting | Gil Vicente | Penafiel  |
| Braga       | Nacional | Belenenses  | Covilhã   |

| # | Groupe A    | Groupe B | Groupe C   | Groupe D    |
| - | ----------- | -------- | ---------- | ----------- |
| 1 | P. Ferreira | Porto    | Braga      | Benfica     |
| 2 | Rio Ave     | Sporting | Estoril    | Nacional    |
| 3 | V. Setúbal  | Marítimo | Belenenses | Gil Vicente |
| 4 | Covilhã     | Penafiel | Beira-Mar  | Leixões     |

### Groupe A
Source : www.ligaportugal.pt
| Rang | Équipe           | Pts | J | G | N | P | Bp | Bc | Diff |  | Résultats (▼ dom., ► ext.) | Rio | P.Fer | V.Set | Cov |
| ---- | ---------------- | --- | - | - | - | - | -- | -- | ---- |  | -------------------------- | --- | ----- | ----- | --- |
| 1    | Rio Ave (PL)     | 7   | 3 | 2 | 1 | 0 | 6  | 2  | +4   |  | Rio Ave                    |     | 2-0   | 1-1   |     |
| 2    | P. Ferreira (PL) | 6   | 3 | 2 | 0 | 1 | 4  | 3  | +1   |  | P. Ferreira                |     |       | 2-0   | 2-1 |
| 3    | V. Setúbal (PL)  | 4   | 3 | 1 | 1 | 1 | 2  | 3  | -1   |  | V. Setúbal                 |     |       |       | 1-0 |
| 4    | Covilhã (SL)     | 0   | 3 | 0 | 0 | 3 | 2  | 6  | -4   |  | Covilhã                    | 1-3 |       |       |     |

Légende : (PL) = Primera Liga, (SL) = Segunda Liga

### Groupe B
Source : www.ligaportugal.pt
| Rang | Équipe        | Pts | J | G | N | P | Bp | Bc | Diff |  | Résultats (▼ dom., ► ext.) | Por | Spo | Mar | Pen |
| ---- | ------------- | --- | - | - | - | - | -- | -- | ---- |  | -------------------------- | --- | --- | --- | --- |
| 1    | Porto (PL)    | 7   | 3 | 2 | 1 | 0 | 7  | 2  | +5   |  | Porto                      |     |     | 3-2 | 4-0 |
| 2    | Sporting (PL) | 7   | 3 | 2 | 1 | 0 | 6  | 1  | +5   |  | Sporting                   | 0-0 |     | 3-0 |     |
| 3    | Marítimo (PL) | 1   | 3 | 0 | 1 | 2 | 2  | 6  | -4   |  | Marítimo                   |     |     |     | 0-0 |
| 4    | Penafiel (SL) | 1   | 3 | 0 | 1 | 2 | 1  | 7  | -6   |  | Penafiel                   |     | 1-3 |     |     |

Légende : (PL) = Primera Liga, (SL) = Segunda Liga

### Groupe C
Source : www.ligaportugal.pt
| Rang | Équipe          | Pts | J | G | N | P | Bp | Bc | Diff |  | Résultats (▼ dom., ► ext.) | Bra | Est | Bel | Bei |
| ---- | --------------- | --- | - | - | - | - | -- | -- | ---- |  | -------------------------- | --- | --- | --- | --- |
| 1    | Braga (PL)      | 9   | 3 | 3 | 0 | 0 | 10 | 1  | +9   |  | Braga                      |     |     | 5-0 | 3-0 |
| 2    | Estoril (PL)    | 4   | 3 | 1 | 1 | 1 | 5  | 4  | +1   |  | Estoril                    | 1-2 |     | 1-1 |     |
| 3    | Belenenses (PL) | 4   | 3 | 1 | 1 | 1 | 2  | 6  | -4   |  | Belenenses                 |     |     |     | 1-0 |
| 4    | Beira-Mar (SL)  | 0   | 3 | 0 | 0 | 3 | 1  | 7  | -6   |  | Beira-Mar                  |     | 1-3 |     |     |

Légende : (PL) = Primera Liga, (SL) = Segunda Liga

### Groupe D
Source : www.ligaportugal.pt
| Rang | Équipe           | Pts | J | G | N | P | Bp | Bc | Diff |  | Résultats (▼ dom., ► ext.) | Ben | Nac | Gil | Lei |
| ---- | ---------------- | --- | - | - | - | - | -- | -- | ---- |  | -------------------------- | --- | --- | --- | --- |
| 1    | Benfica (PL)     | 9   | 3 | 3 | 0 | 0 | 4  | 0  | +4   |  | Benfica                    |     |     | 1-0 | 2-0 |
| 2    | Nacional (PL)    | 4   | 3 | 1 | 1 | 1 | 4  | 3  | +1   |  | Nacional                   | 0-1 |     | 2-2 |     |
| 3    | Gil Vicente (PL) | 2   | 3 | 0 | 2 | 1 | 2  | 3  | -1   |  | Gil Vicente                |     |     |     | 0-0 |
| 4    | Leixões (SL)     | 1   | 3 | 0 | 1 | 2 | 0  | 4  | -4   |  | Leixões                    |     | 0-2 |     |     |

Légende : (PL) = Primera Liga, (SL) = Segunda Liga

## Phase finale

### Demi-finales

#### Format
- À la suite du tirage au sort effectué en même que celui du troisième tour les demi-finales sont les suivantes :  
  - La première demi-finale oppose le vainqueur du Groupe B à celui du Groupe D.
  - La deuxième demi-finale oppose le vainqueur du Groupe A à celui du Groupe C[5].
- En cas d'égalité à la fin du temps réglementaire, les deux clubs se départagent lors d'une séance de tirs au but.

#### Résultats
| Dimanche 27 avril 2014 | Porto                                                     | 0 – 0             | Benfica                                                          | Estádio do Dragão, Porto                        |                                                 |
| 18h15                  | Danilo 82e                                                | (0 - 0)           | Vitória 32e · Almeida 81e                                        | Spectateurs : 26 104 Arbitrage : Marco Ferreira | Spectateurs : 26 104 Arbitrage : Marco Ferreira |
| 18h15                  | Rapport                                                   |                   |                                                                  | Spectateurs : 26 104 Arbitrage : Marco Ferreira | Spectateurs : 26 104 Arbitrage : Marco Ferreira |
| 18h15                  | Quintero · Martínez · Ghilas · Maicon · Varela · Fernando | Tirs au but 3 - 4 | Siqueira · Garay · Jardel · André Gomes · Enzo Pérez · Cavaleiro | Spectateurs : 26 104 Arbitrage : Marco Ferreira | Spectateurs : 26 104 Arbitrage : Marco Ferreira |

| Jeudi 13 février 2014 | Rio Ave                                                                    | 2 – 1   | Braga                       | Estádio do Rio Ave FC, Vila do Conde                 |                                                      |
| 19h45                 | Lionn 21e · Hassan 33e · Hassan 40e · Roderick 44e · Fraga 59e · Braga 69e | (1 – 1) | Santos 38e · Custódio 45+1e | Spectateurs : 1 813 Arbitrage : Olegário Benquerença | Spectateurs : 1 813 Arbitrage : Olegário Benquerença |
| 19h45                 | Rapport                                                                    |         |                             | Spectateurs : 1 813 Arbitrage : Olegário Benquerença | Spectateurs : 1 813 Arbitrage : Olegário Benquerença |

### Finale

#### Format
- Elle se déroule le 7 mai 2014 à l'Estádio Dr. Magalhães Pessoa de Leiria.
- En cas d'égalité à l'issue du match, une séance de tirs au but est disputée[2].

#### Résultat
| Mercredi 7 mai 2014 | Benfica                                            | 2 - 0   | Rio Ave                         | Estádio Dr. Magalhães Pessoa, Leiria         |                                              |
| 20h30               | Amorim 35e · Rodrigo 41e · Luisão 78e · Salvio 88e | (1 - 0) | Sandro Lima 70e · Tarantini 77e | Spectateurs : 23 119 Arbitrage : Hugo Miguel | Spectateurs : 23 119 Arbitrage : Hugo Miguel |
| 20h30               | Rapport                                            |         |                                 | Spectateurs : 23 119 Arbitrage : Hugo Miguel | Spectateurs : 23 119 Arbitrage : Hugo Miguel |

## Classement des buteurs
| Rang | Joueur           | Club         | Buts | Matchs |
| ---- | ---------------- | ------------ | ---- | ------ |
| 1    | Jackson Martínez | Porto        | 3    | 3      |
| 2    | Tozé Marreco     | Tondela      | 3    | 3      |
| 3    | Wagner           | Moreirense   | 3    | 5      |
| 4    | Ricardo Pessoa   | Portimonense | 3    | 5      |
| 5    | Hugo Moreira     | Leixões      | 3    | 7      |